# Hoeve Henrotte

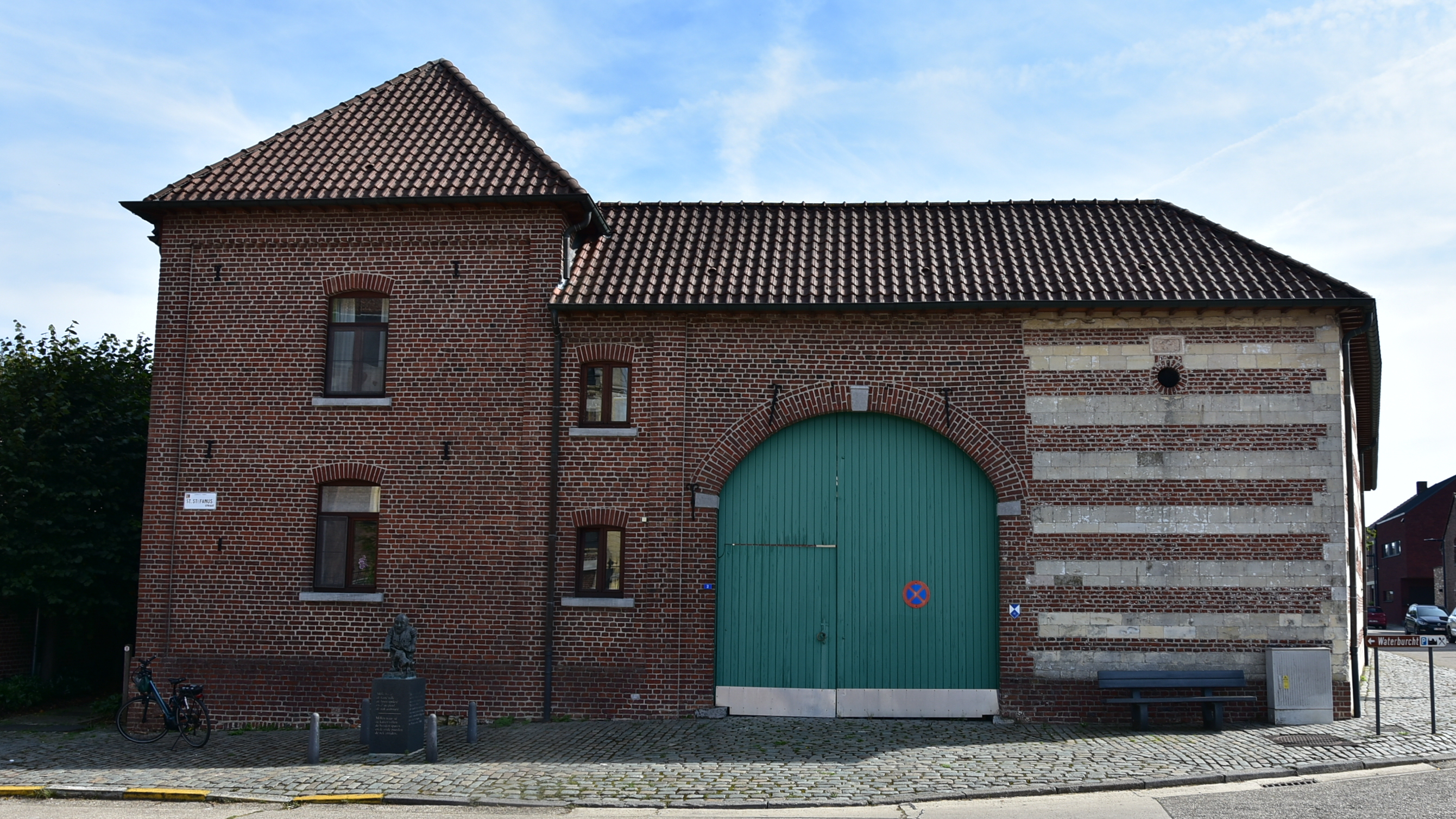
Hoeve Henrotte

Hoeve Henrotte is een gesloten boerderij aan de Sint-Stefanusstraat/Trinellestraat te Millen.
De kern van de monumentale hoeve is 17e-eeuws, en werd in 1732 verbouwd. De westvleugel, die als stal fungeerde, is in baksteen met mergelstenen speklagen. Ook de noordoostzijde vertoont nog deze, van de oude kern van het gebouw afkomstige, structuur.
Het poortgebouw en de straatgevel van het woonhuis zijn uit omstreeks 1900. De hoeve diende eertijds als paenhuys (brouwerij) en justicihuys (gerechtshuis). Sedert 1995 is het verbouwd tot een woonerf met sociale woningen.